# Тростянец (Черкасская область)
Тро́стянец (укр. Тростянець) — село в Каневском районе Черкасской области Украины.
Население по переписи 2001 года составляло 224 человека. Занимает площадь 1,35 км². Почтовый индекс — 19015. Телефонный код — 4736.

## История
В XIX веке село Тростянец было в составе Куриловской волости Каневского уезда Киевской губернии. В селе была Космодемьянская церковь.

## Местный совет
19015, Черкасская обл., Каневский р-н, с. Тростянец